# Banröjare

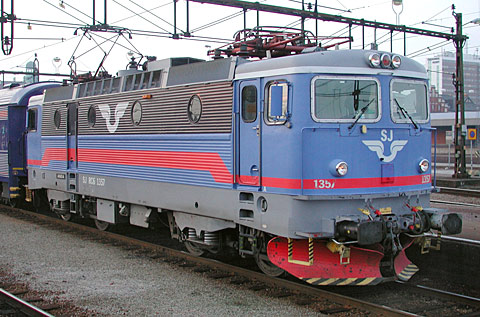
Svenskt Rc-lok från Asea med banröjare

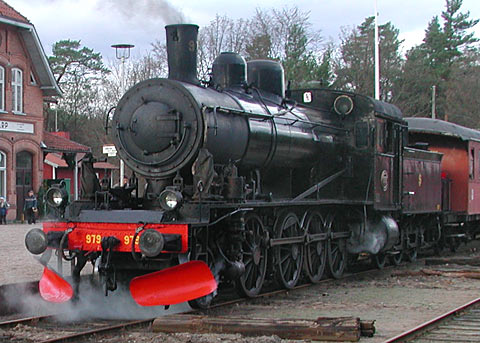
Ånglok typ SJ E2 med banröjare som är kompletterade med plogvingar

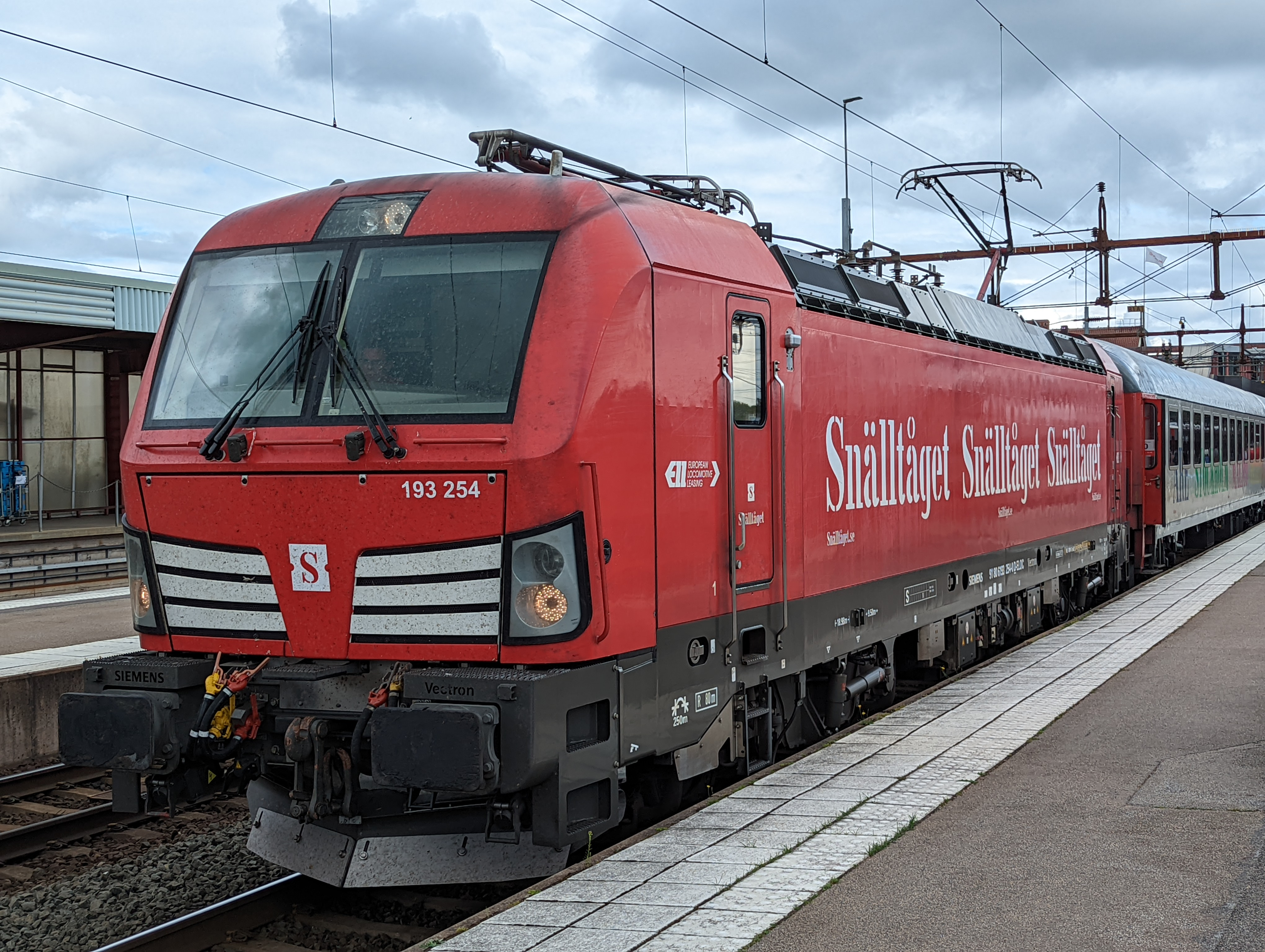
Ett modernt ellok av typen Vectron med diskret banröjare

Banröjare är skyddsanordningar som är monterade framför hjulen på lok och motorvagnar för att röja bort farthinder som stenar från rälsen. De kan också ha funktion som snöplogar. I USA var det framför allt under 1800-talet och framför allt på prärien vanligt att ångloken för linjekörning hade stora "kofångare" på fronten för hinderborttagning av stora djur.

## Ånglok i Europa
I Storbritannien och andra länder har använts små stänger av metall som kallas "rail guards" eller "guard irons" omedelbart framför hjulen. Dessa skjuter undan små föremål som ligger direkt på rälsens ovansida. I Europa, med inhägnade boskapsfält, förlitade sig järnvägsbolagen normalt på denna typ av banröjare. I vissa länder i Europa som i Sverige och Danmark är det vanligt att dessa stänger även är kompletterade med plogvingar vars främsta uppgift är att röja undan snö från spåret.

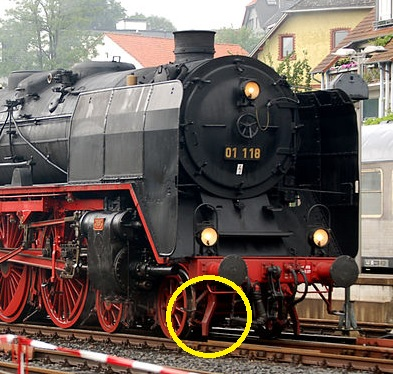
Banröjare på Deutsche Reichsbahns snälltågslok 01-118, tillverkat av Krupp 1934
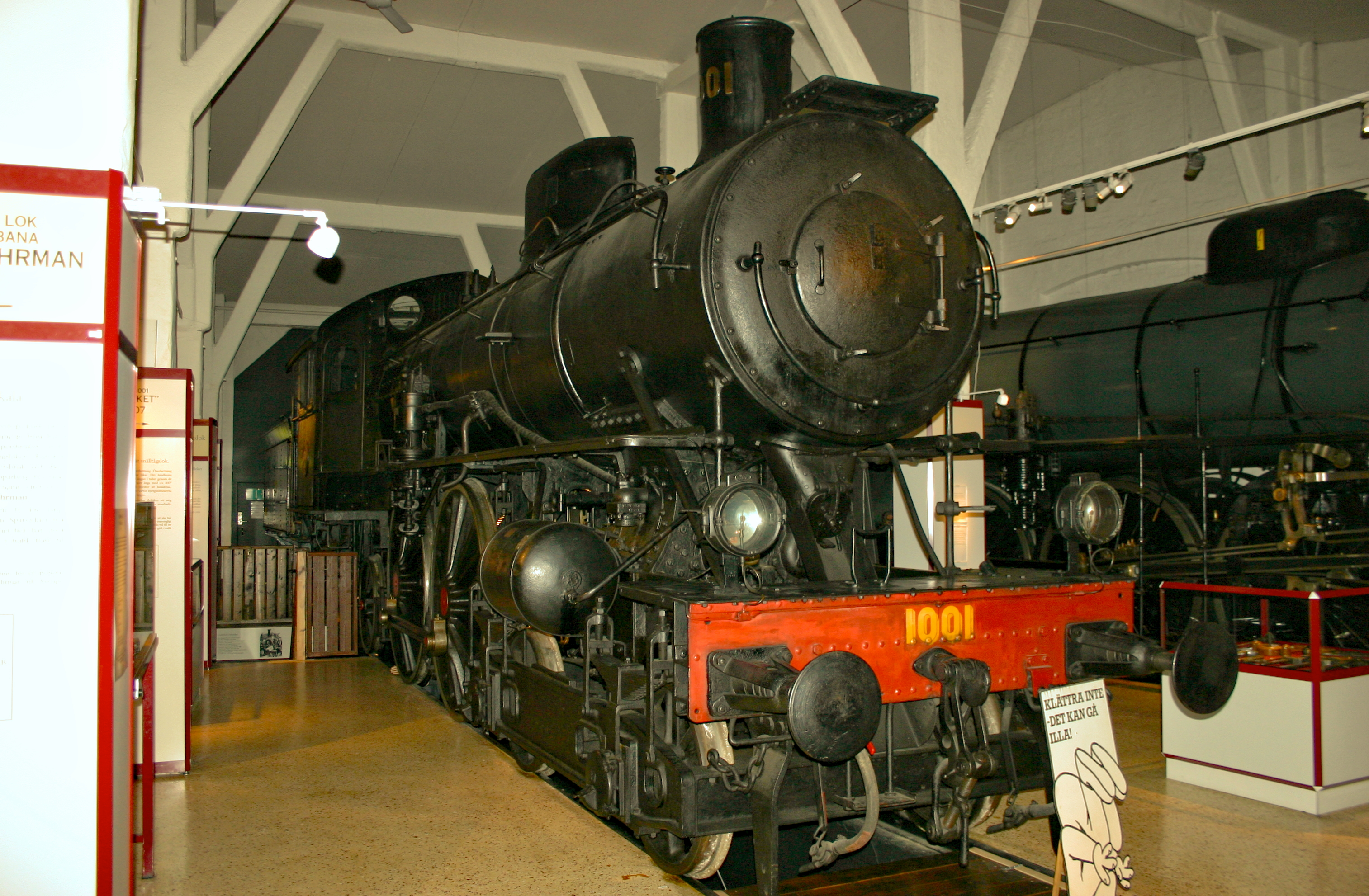
Banröjare på ett snälltågslok av typen A från 1906
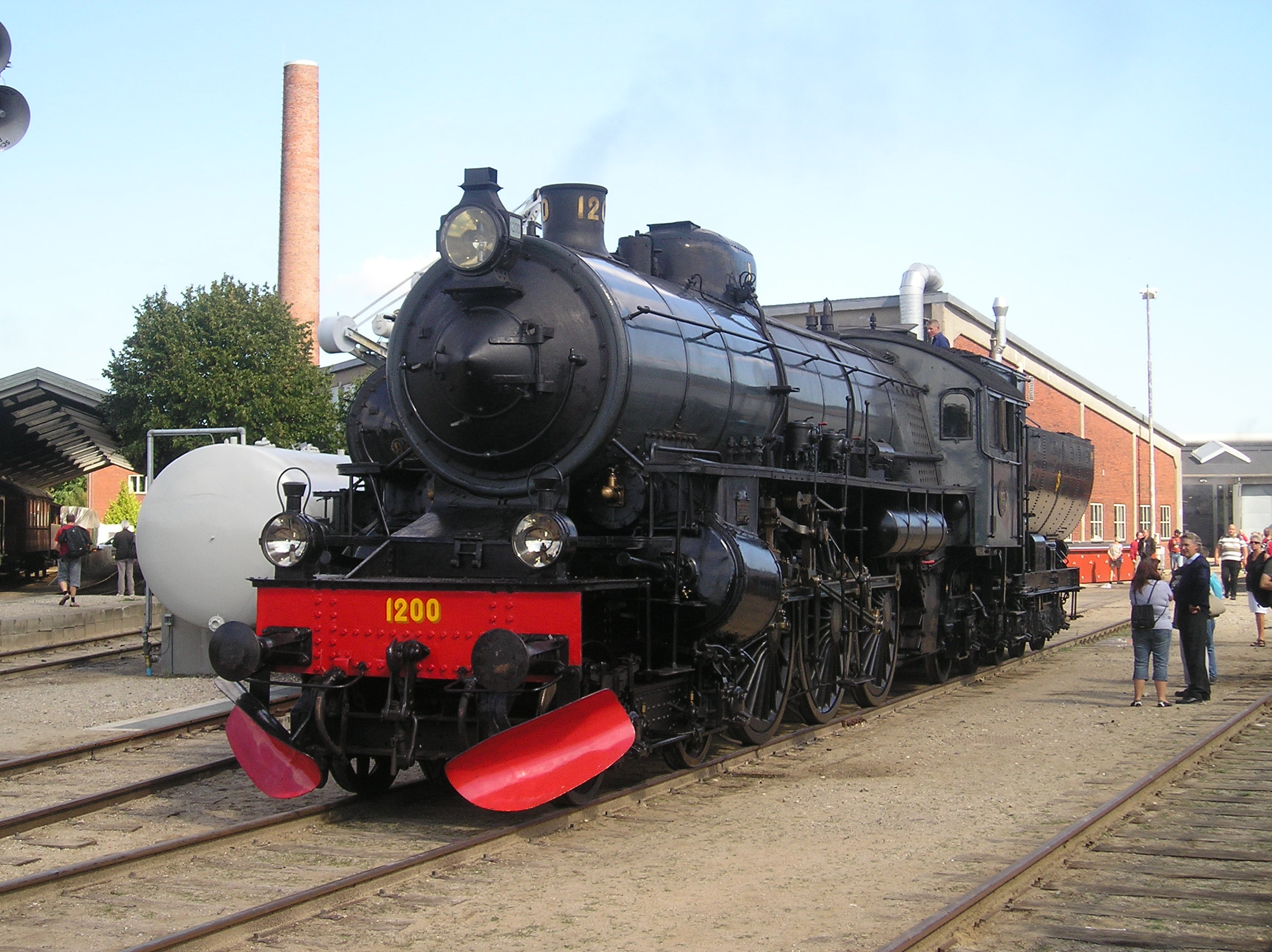
Banröjare på ett snälltågslok av typen F från 1914. Här är banröjarna kompletterade med plogvingar
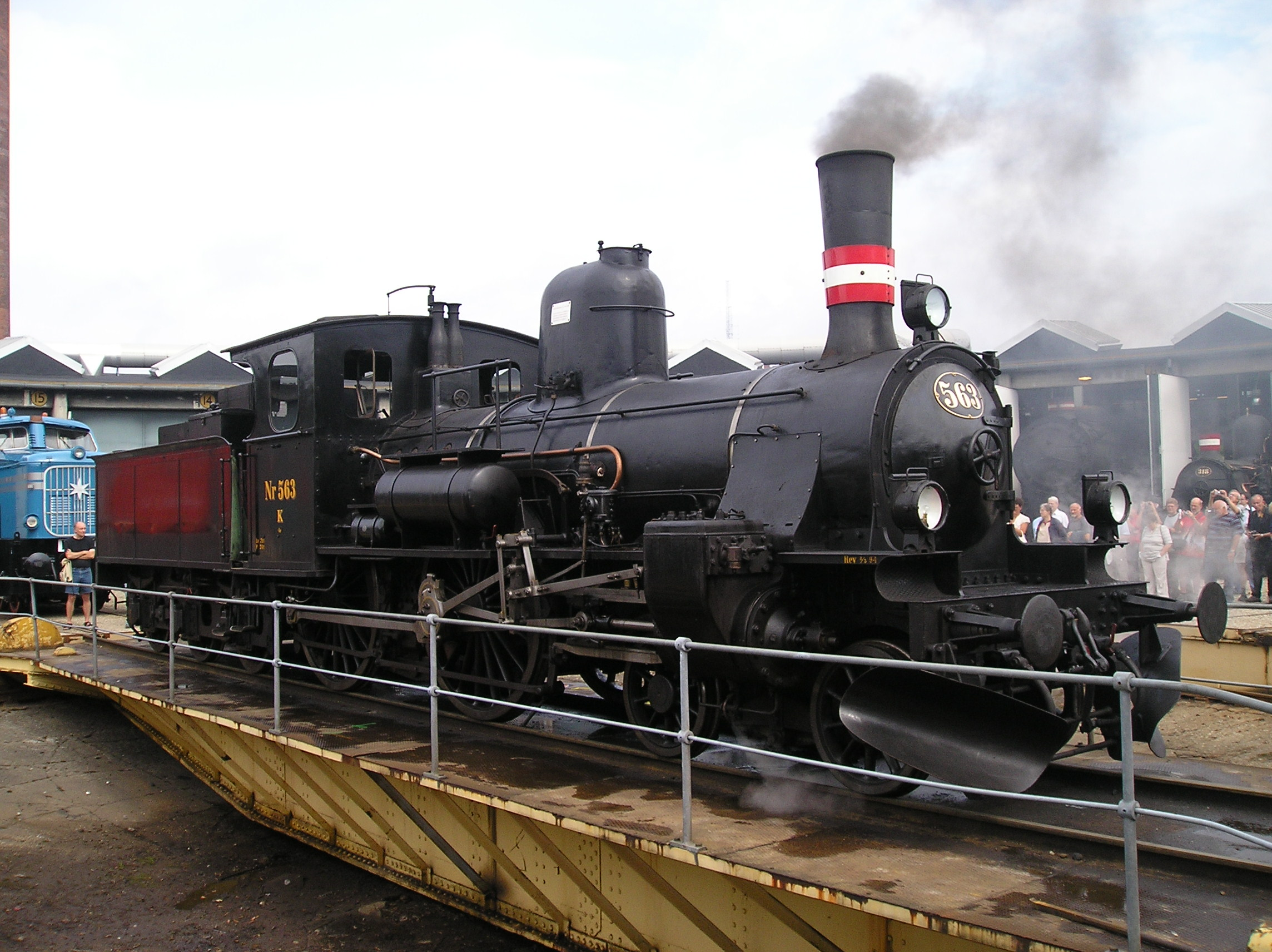
Banröjare på danskt ånglok av typen K. Även detta lok har fått banröjarna kompletterade med plogvingar

## Kofångare
En av de mest kända konstruktionerna för järnvägsröjning är den typiskt långt utskjutande kofångaren på amerikanska lokomotiv. En sådan banröjare användes för första gången på det 1831 brittisktillverkade ångloket John Bull, som gick i trafik i USA. Kofångaren uppfanns av Charles Babbage när han arbetade för Liverpool och Manchester Railway.

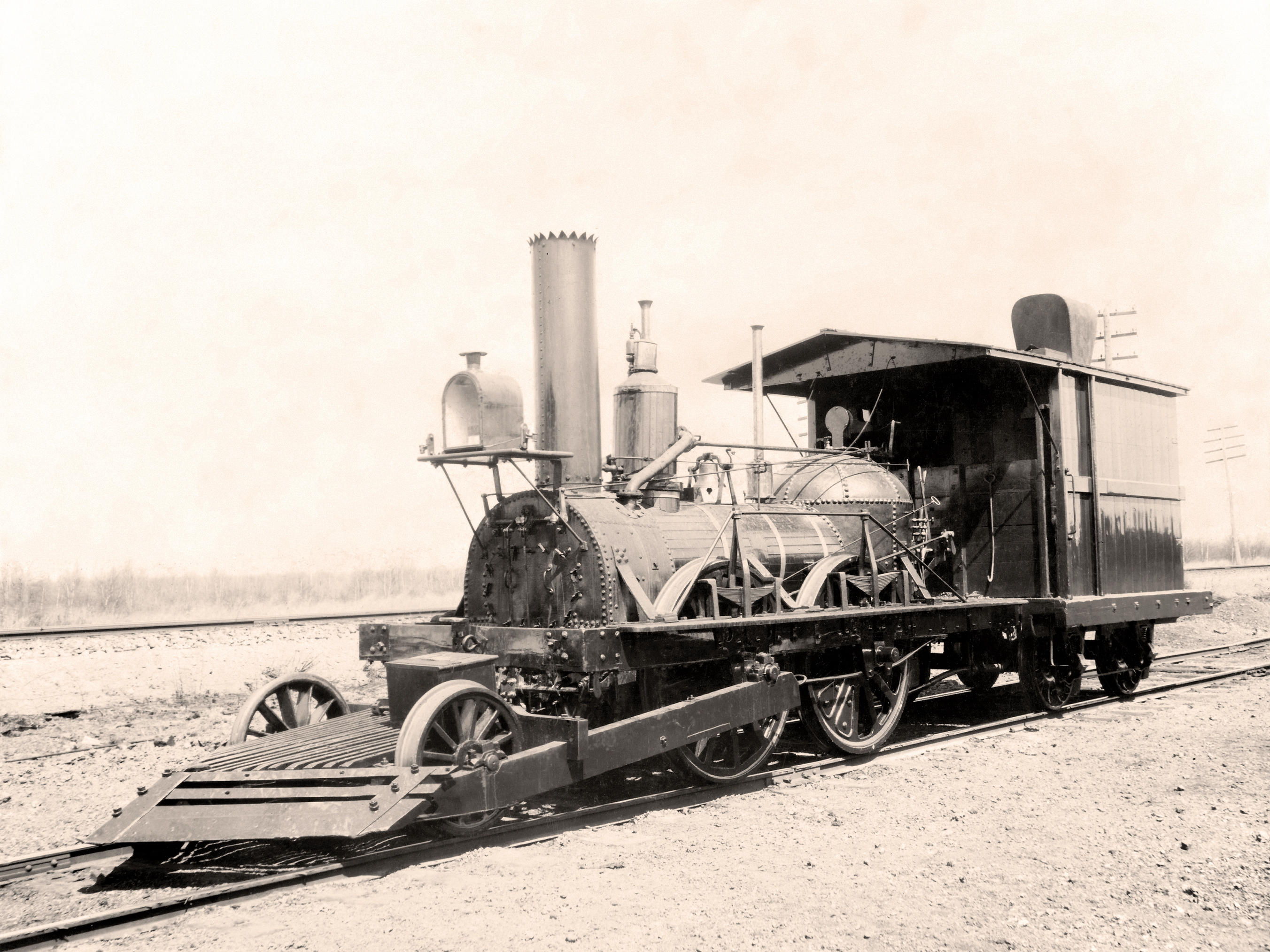
Den första kofångaren på John Bull
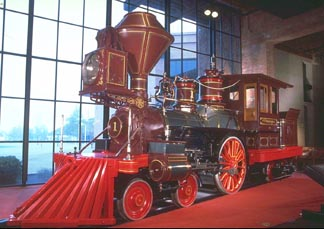
Kofångare på Central Pacific/Southern Pacific nr. 1 C.P. Huntington, byggt 1863 av Danforth & Cooke Company i Paterson i New Jersey, USA
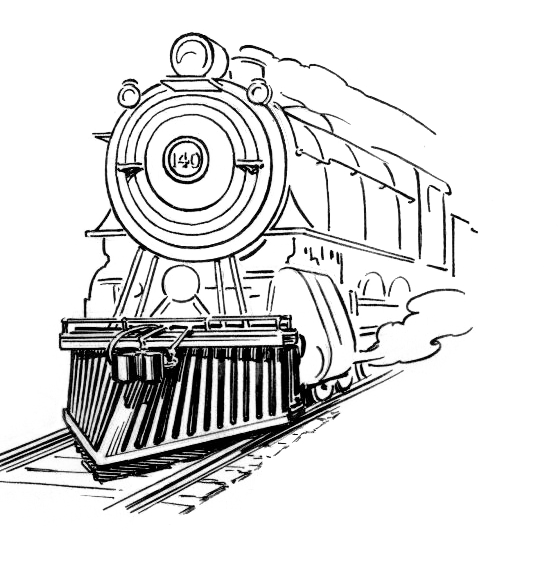
Schematisk teckning över amerikansk kofångare